# ميتش فينلي
ميتش فينلي (بالإنجليزية: Mitch Finley)‏ هو كاتب أمريكي، ولد في 17 ديسمبر 1945.